# Florian Peter
Florian Peter (Offenbach del Meno, 27 de enero de 2000) es un deportista alemán que compite en tiro, en la modalidad de pistola.
Ganó dos medallas de bronce en el Campeonato Mundial de Tiro de 2023 y una medalla de oro en el Campeonato Europeo de Tiro de 2025. Participó en los Juegos Olímpicos de París 2024, ocupando el cuarto lugar en la prueba de pistola rápida de fuego 25 m.

## Palmarés internacional
| Campeonato Mundial | Campeonato Mundial    | Campeonato Mundial | Campeonato Mundial           |
| Año                | Lugar                 | Medalla            | Prueba                       |
| ------------------ | --------------------- | ------------------ | ---------------------------- |
| 2023               | Bakú (Azerbaiyán)     | Medalla de bronce  | Pistola rápida de fuego 25 m |
| 2023               | Bakú (Azerbaiyán)     | Medalla de bronce  | Pistola de fuego 25 m        |
| Campeonato Europeo |                       |                    |                              |
| Año                | Lugar                 | Medalla            | Prueba                       |
| 2025               | Châteauroux (Francia) | Medalla de oro     | Pistola rápida de fuego 25 m |